# Druss
Druss is een fictieve held, bedacht door David Gemmell in de Drenaï-reeks. Hij komt voor het eerst voor in het boek Legende (1984).
Druss wordt beschouwd als de grootste held die het Drenaïsche volk ooit gekend heeft. Hij is vooral bekend door zijn overwinning bij de Skeln-pas, waar hij slechts met enkele honderden soldaten een heel leger Ventrianen wist te verslaan.

## Figuur
Druss wordt omschreven als een fysiek indrukwekkend man, enorm sterk en erg snel. Hij heeft een vlak gezicht, zwart haar (in de latere boeken grijs), een dikke zwarte baard (later wit) en strakke blauwe ogen. Ondanks het feit dat hij geen echte gevechtstraining heeft gehad, groeit hij uit tot een gevreesde krijger die nooit verslagen wordt in een man-tegen-mangevecht.

## Snaga
Snaga is de naam van de vlindervormige bijl met zwart handvat, waar Druss zijn hele leven mee zou vechten. Oorspronkelijk was de bijl van zijn grootvader Bardan. Deze werd echter volledig krankzinnig omdat er een demon in de bijl verstopt zit. Ook Druss krijgt het met die demon aan de stok, maar weet hem uiteindelijk te overwinnen.

## Geschiedenis

### Druss de legende
Druss is een houthakker die samen met zijn vader Bress en vrouw Rowena in een kleine vesting woont. Op een dag, wanneer hij hout gaat halen in het bos, wordt het dorp bijna volledig uitgemoord en de vrouwen als slaven meegenomen. Wanneer hij terugkeert naar het dorp, vindt hij zijn dode vader en zweert hij om Rowena ooit terug te vinden. Hij neemt de bijl van zijn grootvader, waarin een Demon zou zitten. Geholpen door de dichter Sieben (die hem in het begin alleen op zijn zenuwen werkt) begint hij aan zijn tocht. Onderweg blijkt al snel dat Druss, ondanks dat hij nooit gevechtstraining heeft gekregen, een geweldig krijger is. Hij sluit vriendschap met de dichter Sieben, nadien zijn beste vriend, en de premiejager Shanak, die hem tijdens de eerste jaren van zijn zoektocht in toom weet te houden. Het is vooral door de gedichten die Sieben over hem schrijft, dat hij voor de Drenaï een levende legende zou worden. Sieben had voordien ook al boeken geschreven over een andere Drenaïsche held, Waylander. Na zeven jaren zoeken vindt Druss uiteindelijk Rowena en keert met haar terug naar het land van de Drenaï. Ze gaan samen wonen in een hut in de bergen. Hoewel Druss zielsveel van zijn vrouw houdt, is en blijft hij een echte vechtmachine. Telkens als er dan ook een oorlog uitbreekt, is hij er als de eerste bij om te komen helpen. Rowena blijft op die manier vaak alleen achter in de bergen.

### De beproeving van de bijlvechter
In dit boek is Druss ongeveer dertig jaar oud. Hij reist samen met een delegatie van de Drenaï naar de noordelijke landen om er deel te nemen aan sportwedstrijden, gelijkaardig aan de hedendaagse Olympische Spelen. Tijdens zijn reis krijgt hij het aan de stok met een van de atleten en verslaat hem in een wedstrijd. Daardoor moet hij diens plaats innemen in een bokswedstrijd. Druss heeft zelf ooit nog bokstraining van Borcha gekregen. Zijn tegenstander in de finale is een zekere Klay, de nooit eerder verslagen kampioen van de noordelijke landen. Tot een confrontatie komt het echter nooit, want Klay wordt neergeschoten door een pijl die voor Druss bedoeld was. Druss neemt zich voor om twee magische stenen te gaan zoeken in het land van de Nadir. Samen met enkele Nadirstammen, aangevoerd door een zekere Talisman neemt hij het op tegen een ander volk, de Gothir, die eveneens achter de stenen jagen. Druss slaagt erin de stenen te vinden, maar is te laat om Klay te genezen. Hij geeft de stenen aan de Nadir. Wanneer Talisman de stenen krijgt, verandert zijn uiterlijk lichtjes. Vanaf dan heet hij Ulric en is zijn missie om de Nadir te verenigen.

### De Slag bij Skelnpass
Dit kortverhaal is de epiloog van "De beproeving van de bijlvechter". Het is de slag die van Druss een echte legende zou maken onder de Drenaï. De Ventrianen willen het land van de Drenaï binnenvallen, maar worden in de Skeln Pass tegengehouden door het Drenaïse leger. Druss snelt zijn landgenoten opnieuw te hulp, samen met zijn beste vriend Sieben. In een nachtelijke aanval op het Ventriaanse kamp, doodt Druss per ongeluk zijn oude vriend Bodasen, die met de Ventrianen meevecht. De volgende ochtend is Gorben (de Ventriaanse keizer) zo woedend, dat hij de "Onsterfelijken", een troepenmacht die nog nooit verslagen werd, de strijd instuurt. Druss heeft voordien nog samen met hen gevochten, maar moet het nu tegen hen opnemen. Het Drenaïsche leger slaagt erin, met de heroïsche hulp van Druss, de Onsterfelijken te overwinnen. Tijdens deze strijd sneuvelt Sieben. Ook Druss geraakt zwaargewond. Niet alleen verliest hij twee vrienden in deze strijd -Bodasen en Sieben-, thuis in zijn hut sterft tezelfdertijd ook zijn vrouw Rowena. Zij zag haar dood aankomen, maar wilde niet dat Druss ervan getuige zou zijn. Daarom stuurde ze hem naar de Skelnpas. Na dit heroïsche gevecht zou het leven van Druss -die nu al zijn geliefden had verloren- sterk veranderen.

### Witte Wolf
In dit boek verschijnt Druss pas in het midden van het verhaal. Hij is dan ongeveer een jaar of 50. Zijn vrouw is inmiddels al overleden. Hij is op zoek naar een oude vriend van hem, maar op zijn weg wordt hij erg ziek. Hij ontmoet de held Skilgannon, eigenaar van de Zwaarden van Dag en Nacht. die samen met hem de vluchtelingen zal begeleiden omdat er oorlog dreigt uit te breken. Uiteindelijk vindt hij zijn vriend terug, maar die is veranderd in een monster, half dier half mens. Samen met Skilgannon weet hij de tempel van Ustarte te vinden, alwaar Skilgannon die eigenaar van de zwaarden van bloed en vuur verslaat. Druss geneest uiteindelijk en keert terug naar zijn hut in de bergen, ver in het land van de Drenaï.

### Legende
Hoewel dit het eerste boek was dat David Gemmell schreef, is het in chronologische volgorde pas het vierde boek. Druss is inmiddels bijna 70 en leeft teruggetrokken in zijn hut in de bergen. Er dreigt echter een enorme oorlog uit te breken. Ulric Kahn heeft alle verschillende stammen van de Nadir herenigd en trekt met zijn leger van 500.000 soldaten naar de gevestigde stad Dross Delnoch, de grensstad tussen het land van de Nadir en het land van de Drenaï. Hoewel deze stad door zes grote muren wordt verdedigd, vreest iedereen dat de 10.000 Drenaïsche soldaten kansloos zijn. In een soort van visioen krijgt Druss de keuze. Ofwel blijft hij in zijn hut en zal hij nog 20 jaar leven om uiteindelijk aan dementie te sterven, ofwel trekt hij nog één keer ten strijde en zal hij met veel glorie sneuvelen. Hij besluit om nog één keer zijn volk te helpen, haalt zijn bijl Snaga van de muur en trekt naar Dross Delnoch. Zijn komst schept nieuwe moed bij de bevolking en de soldaten. Dankzij Druss en enkele sluwe generaals, worden de Nadir tegengehouden. Druss zelf sneuvelt uiteindelijk na de val van de vierde muur. Hij heeft zelf nooit geweten dat de leider van de Nadir, Ulric, in een vorig leven de Nadir Talisman was, met wie hij samen tegen de Gothir heeft gevochten. Mede hierdoor wordt zijn dood door de Nadir en de Drenaï met de nodige eer overladen. Zijn lichaam wordt verbrand in het bijzijn van alle Nadirse en Drenaïsche soldaten, waarna er een groot begrafenisfeest wordt georganiseerd. Zijn bijl Snaga wordt door Ulric aan Skilgannon gegeven, die in het grootste geheim door Ulric werd ontvangen in het kamp van de Nadir. Skilgannon neemt Snaga mee en verdwijnt in de vlakte. De Nadir zullen zich uiteindelijk terugtrekken, nadat bekend wordt dat er in hun eigen land oorlog dreigt tussen verschillende stammen.

### De zwaarden van dag en nacht
In dit boek komt Druss maar heel even voor. Het verhaal speelt zich 1000 jaar na zijn dood af. Druss wandelt nu rond in de Leegte, een plaats tussen het paradijs en de hel. Hier probeert hij ronddolende zielen te helpen om alsnog het paradijs te bereiken. In de echte wereld wordt zijn lichaam gereïncarneerd. Diegenen die hem reïncarneren weten echter niet wie hij is en daarom wordt er een andere ziel in zijn lichaam gestoken. Ook Skilgannon wordt gereïncarneerd om een koningin ten val te brengen die de wereld wil veroveren. Druss zelf wenst niet terug te keren naar de fysieke wereld en laat dan ook toe dat zijn lichaam wordt 'bewoond' door de ziel Harad. Hij komt -noodgedwongen- op zijn beslissing terug wanneer Harad zwaargewond raakt tijdens een gevecht. Aan de zijde van Skilgannon vecht hij voor de allerlaatste keer mee om de oorlog in hun voordeel te beslechten. Na de overwinning verklaart hij dat hij nu eindelijk naar het paradijs zal keren om samen met zijn vrouw Rowena gelukkig te worden.

## Familie
- Druss is de kleinzoon van Bardan de slachter, een huurmoordenaar die krankzinnig werd door de demon die in zijn strijdbijl verstopt zat.
- Zijn vader, Bress, wordt vermoord in Druss, de Legende.
- Hij is getrouwd met Rowena. Ze hebben geen kinderen, hoewel hij altijd wel graag een zoon zou hebben gehad.

## Boeken waarin Druss voorkomt
- Legende
- Druss de legende
- De beproeving van de bijlvechter
- Witte wolf
- De zwaarden van dag en nacht